# Opifici nazionali
Gli opifici nazionali (in francese Ateliers nationaux) erano degli stabilimenti istituiti a Parigi il 27 febbraio 1848, che avrebbero dovuto, nei piani del loro ideatore Louis Blanc, assorbire la manodopera disoccupata e garantire il diritto al lavoro durante la Seconda Repubblica Francese istituita dopo la rivoluzione del 1848.
Sovvenzionati dallo stato e organizzati su strutture egualitarie, si dimostrarono economicamente poco utili e inadeguati dal punto di vista sociale, rimanendo in funzione per soli tre mesi (da marzo a giugno del 1848). Il 22 giugno 1848, il governo a maggioranza repubblicana decise di chiudere gli Ateliers Nationaux per alleggerire la pressione fiscale che gravava sulle campagne e per riconquistare i consensi perduti nelle aree rurali.